# Nachtluftpost
Das Nachtluftpostnetz war Teil einer Logistikkette, die eine Postzustellung am nächsten Werktag in Deutschland sicherstellen sollte. Es wurde 1961 gegründet und am 28. März 2024 eingestellt.

## Geschichte
Am 1. September 1961 wurde der Aufbau der deutschen Nachtluftpost begonnen.
Im Jahr 1994 waren in Deutschland jede Nacht 25 Postflugzeuge im Einsatz. Hauptknotenpunkt war der Flughafen Frankfurt, wo sich Nacht für Nacht 12 gecharterte Lufthansa-Maschinen zum Postaustausch trafen. Auf dem Flughafen Leipzig/Halle, als zweiter Nachtluftpoststern im Oktober 1992 eingerichtet, landeten pro Nacht fünf Maschinen mit Nachtluftpost. Dazu gab es acht Direktverbindungen, u. a. München – Köln und Hamburg – Berlin/Schönefeld – München. Insgesamt wurden im Nachtluftpostnetz pro Nacht 400 Tonnen Briefpost, etwa 16 Millionen Briefe, befördert. Vom 9. Juni 1994 bis 23. März 2005 war Mecklenburg-Vorpommern über den Flughafen Rostock-Laage an das innerdeutsche Nachtluftpostnetz angeschlossen.
In den Anfangsjahren beschränkten sich die Postflüge auf wenige Verbindungen pro Nacht. Bis 1997 wurde die Briefbeförderung auch durch die Bahn in speziellen Postzügen bzw. Bahnpostwagen durchgeführt. Mit Einstellung dieser Beförderungsart gewann die Nachtluftpost stark an Bedeutung. In Spitzenzeiten wurden pro Nacht bis zu 32 innerdeutsche Flugverbindungen betrieben. Dabei galt es zwischen wenigen Direktverbindungen und Verbindungen im Rahmen eines Hub-and-Spoke-Systems zu unterscheiden. Hierbei steuerten Flugzeuge aus allen Teilen der Bundesrepublik Deutschland sternförmig den zentral in Deutschland gelegenen Flughafen Frankfurt an. Dort wurden die Postsendungen nachts zwischen den einzelnen Flugzeugen innerhalb von etwa 1,5 Stunden ausgetauscht, bevor die Flugzeuge wieder in alle Himmelsrichtungen zu ihren Ausgangsflughäfen zurückflogen. An diesem sternförmigen Nachtluftpostnetz waren seit Ende der 1990er Jahre die Flughäfen Rostock, Hamburg, Bremen, Hannover, Berlin, Münster/Osnabrück, Köln/Bonn, Leipzig, Dresden, Nürnberg, Stuttgart, Lahr im Schwarzwald sowie München beteiligt. Als Richtwert galt, dass bei inländischen Beförderungsstrecken von mehr als 450 km der Postversand im Rahmen des Nachtluftpostnetzes erfolgte.
Im Jahr 1998 flogen im Nachtluftpostnetz wochentags in jeder Nacht 23 Flugzeuge auf 43 Strecken innerhalb Deutschlands. Eingesetzt wurden dabei Passagier-Jets der Fluggesellschaften Lufthansa, Deutsche BA und Eurowings. Die Ladekapazität der Maschinen lag zwischen 9 und 30 Tonnen. Pro Nacht wurden über 12 Millionen Briefe mit einem Gewicht von etwa 300 Tonnen geflogen.
Im Jahr 2000 waren an das Nachtluftpostnetz mit Hub in Frankfurt 13 Flughäfen angeschlossen, es wurden pro Nacht werktäglich 70 Tonnen Post von Frankfurt aus versendet und 60 Tonnen pro Nacht nach Frankfurt geliefert. Zusätzlich wurden zwischen den Flugzeugen 80 Tonnen ausgetauscht. International wurden von Frankfurt aus über weitere Hubs 269 Post-Ziele angeflogen. Davon wurden werktäglich zwei Drittel bedient, 50 Tonnen pro Tag. Transmail machte 85 Tonnen pro Woche aus.
Exemplarisch sei hier die am Flughafen Münster/Osnabrück umgeschlagene Nachtluftpostmenge angegeben: im Jahr 1999 3.294 Tonnen, 2000 3.557 Tonnen, 2001 3.046 Tonnen und 2002 2.783 Tonnen.
Ab 2003 wurde das Nachtluftpostnetz von Seiten der Deutschen Post AG ausgedünnt und die Postbeförderung zunehmend vom Luftweg auf den Straßentransport per LKW verlegt. Als Gründe sind in diesem Zusammenhang ein in der Öffentlichkeit zunehmend an Bedeutung gewinnender Gedanke des Umweltschutzes, Beschwerden von Anwohnern der beteiligten Flughäfen über nächtlichen Fluglärm, ein gestiegener Kostendruck im Briefgeschäft sowie langwierige Verhandlungen zur Erlangung von Ausnahmegenehmigungen für die an den meisten Flughäfen geltenden Nachtflugverbote zu nennen. Vor diesem Hintergrund wurde das Hub-and-Spoke-System mit Basis in Frankfurt in der Zwischenzeit vollständig eingestellt und im Rahmen des Nachtluftpostnetzes nur noch wenige Direktverbindungen aufrechterhalten. Im Oktober 2000 und im Januar 2002 wurden Verbindungen reduziert. Im April 2003 wurden die Flüge für den Transport von Briefsendungen innerhalb Deutschlands von 32 auf 23 pro Nacht reduziert. Zum 29. März 2004 wurden diese auf 20 Nachtflugverbindungen innerhalb Deutschlands reduziert. Im Jahr 2005 wurden an jedem Werktag von 13 Flugzeugen auf 20 Strecken etwa vier Millionen Briefe mit rund 150 Tonnen Gewicht innerhalb Deutschlands per Luftpost befördert.
Über den Nachtluftpostflughafen Hamburg wurden 2007 etwa 7.000 Tonnen Luftpost bewegt. Ende März 2008 wurde Hamburg aus dem Nachtluftpostnetz herausgenommen. Das Netz bestand damit aus nur noch zehn Nachtflugverbindungen. Zum selben Zeitpunkt wurde die Strecke Berlin–Frankfurt durch Air Berlin übernommen; sie transportierte täglich je Richtung bis zu 12,5 Tonnen Post in einer Boeing 737-800.
Das Zustellungsziel „E+1“ (Zustellung eines Briefes am ersten Werktag nach der Aufgabe) erreichte die Post in der ersten Jahreshälfte 2009 in 96 % der Fälle. Die letzten zehn Nachtflugverbindungen der Deutschen Post AG innerhalb Deutschlands wurden im Juli 2009 vollständig eingestellt. Bis November 2009 setzte man ausschließlich auf den Brieftransport per LKW. Jedoch erwies sich der Straßentransport von Briefsendungen über weite innerdeutsche Beförderungsstrecken als langsam und unzuverlässig, das Zustellziel E+1 wurde für Nord-Süd-Briefe nur noch in 90 % der Fälle erreicht, so dass die Deutsche Post AG im November 2009 nach fünfmonatiger Pause das Nachtluftpostnetz im Rahmen von drei Direktverbindungen, Hannover – München, Stuttgart – Hannover und Berlin-Schönefeld – Stuttgart jeweils in beiden Richtungen, wieder in Betrieb nahm.
Im Jahr 1998 gab es zwölf Flugbewegungen für Nachtluftpost am Flughafen Stuttgart pro Nacht, acht im Jahr 2000, vier von Sommer 2003 bis 1. Juli 2009 und seit 30. November 2009. Das Aufkommen an Nachtluftpost lag 2009 bei 6.747 Tonnen, 2008 bei 10.307 Tonnen Briefpost, 2007 bei 9.981 Tonnen, 2006 bei 9.786 Tonnen.
Das Kabinett Scholz beschloss am 20. Dezember 2023 den Entwurf eines neuen Postgesetzes. Die bisherige Regelung (die Post muss mindestens 80 Prozent der an einem Werktag eingeworfenen Briefe am nächsten Werktag zugestellt haben) wurde gelockert, wodurch die Post den Brieftransport mit nachts startenden und landenden Flugzeugen am 28. März 2024 einstellen konnte.

## Verbindungen
Im Dezember 2009 bestanden folgende Verbindungen im Rahmen des deutschen Nachtluftpostnetzes:
- Hannover ↔ Stuttgart (betrieben von TUIfly)
- Berlin-Schönefeld ↔ Stuttgart (betrieben von Germanwings)

Im Februar 2022 bestehen folgende Verbindungen im Rahmen des deutschen Nachtluftpostnetzes:
- Hannover ↔ Stuttgart Abflug um 00:05  (Flug X3949 betrieben von TUIfly) und um 00:00 ab Stuttgart (Flug X3950 TUIfly) jeweils Di.–Sa.[18]
- Hannover ↔ München Abflug um 00:05 (Flug X3951 betrieben von TUIfly) und um 00:10 ab München (Flug X3952 TUIfly) jeweils Di.–Sa.
- Berlin-Schönefeld ↔ Stuttgart Abflug um 00:20 (Flug EW3001 betrieben von Germanwings) und um 00:15 ab Stuttgart (Flug EW3002) jeweils Di.–Sa.[19]

## Fluggeräte
Bei den im Rahmen des Nachtluftpostnetzes eingesetzten Flugzeugen handelt es sich um normale Passagierflugzeuge. Bei Beginn ab 1961 wurden dafür Vickers Viscount und Convair CV-440 eingesetzt, allesamt Maschinen der Lufthansa. Diese wurden später durch Boeing 727 und Boeing 737 ersetzt. In den 1990er-Jahren wurden diese wiederum durch Flugzeuge der Airbus-A320-Familie abgelöst und teilweise durch größere Airbus A300 ergänzt.
Vor dem Einsatz im Nachtluftpostnetz werden die Flugzeugsitze mit besonderen Schonbezügen versehen, da die Postsendungen sowohl im Fracht- als auch im Passagierraum untergebracht werden. 
Vor Einstellung des Hub-and-Spoke-Systems starteten die Flugzeuge im sternförmigen Betrieb (über Frankfurt) auf den Außenstationen montags bis freitags gegen 23.00 Uhr und in Frankfurt dienstags bis samstags zwischen 0.30 und 01:30 Uhr. Die Blockzeiten (Flugzeiten) dieser "NAPO"-Flüge waren kürzer als die der Passagierflüge auf den gleichen Strecken, da auf Grund der wenigen Flugbewegungen in der Nacht meist direkt ohne Rücksicht auf festgelegte Flugverkehrsstrecken (ATS-Routes) geflogen werden konnte.

## Frankreich

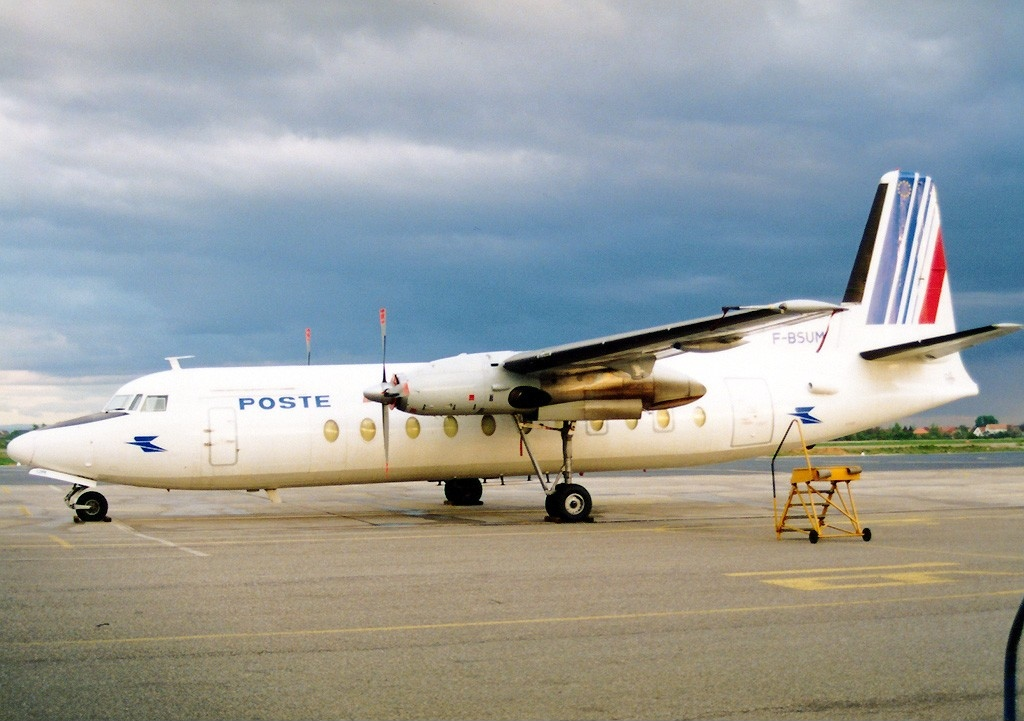
Fokker F-27-500 Friendship, Poste, betrieben durch Air France, Strasbourg 1990

Auch in Frankreich gab es schon seit 1946 ein Nachtluftpostnetz, das zunächst mit den dreimotorigen Amiot AAC.1 (Junkers Ju 52), dann mit Douglas DC-3 aus dem II. Weltkrieg betrieben wurde, gefolgt von Douglas DC-4.
Von 1973 bis etwa 1978 setzte die Air France vier umgebaute Militärmaschinen Transall C-160 in der Variante C-160F zur Beförderung von Luftpost innerhalb Frankreichs ein. In den 1980er-Jahren wurden sie durch Fokker F-27 Friendship und Boeing 727 ersetzt. Dies war ein Dienst im Auftrag des Centre d’Exploitation Postal Métropolitain (CEPM), der sich durch außergewöhnliche Pünktlichkeit und Regelmäßigkeit im Allwetterflugbetrieb auszeichnete. Seit etwa 2000 werden Boeing 737 durch die L'Aéropostale genutzt. Fast alle Flugzeuge wurden durch die Air France betrieben, oft auch in deren Farbgestaltung.